# Zagori
Zagori (řecky Ζαγόρι) je obec na severozápadě Řecka, v kraji Epirus. Současná obec byla založena 1. ledna 2011 sloučením několika obcí (Papingo, Tymphée, Vovoúsa, Central Zagori, East Zagori). V rámci kraje Epiru je rozlohou největší obcí, co do počtu obyvatel je naopak nejmenší. Název pochází ze stejnojmenné historické oblasti s vesnicemi známými jako „Zagorochoria“ nebo „Zagoria“. Administrativním sídlem je městečko Asprangeli. V roce 2023 byla kulturní krajina Zagori prohlášena za světové dědictví UNESCO díky svým tradičním vesnicím v horském teréně.

## Fotogalerie

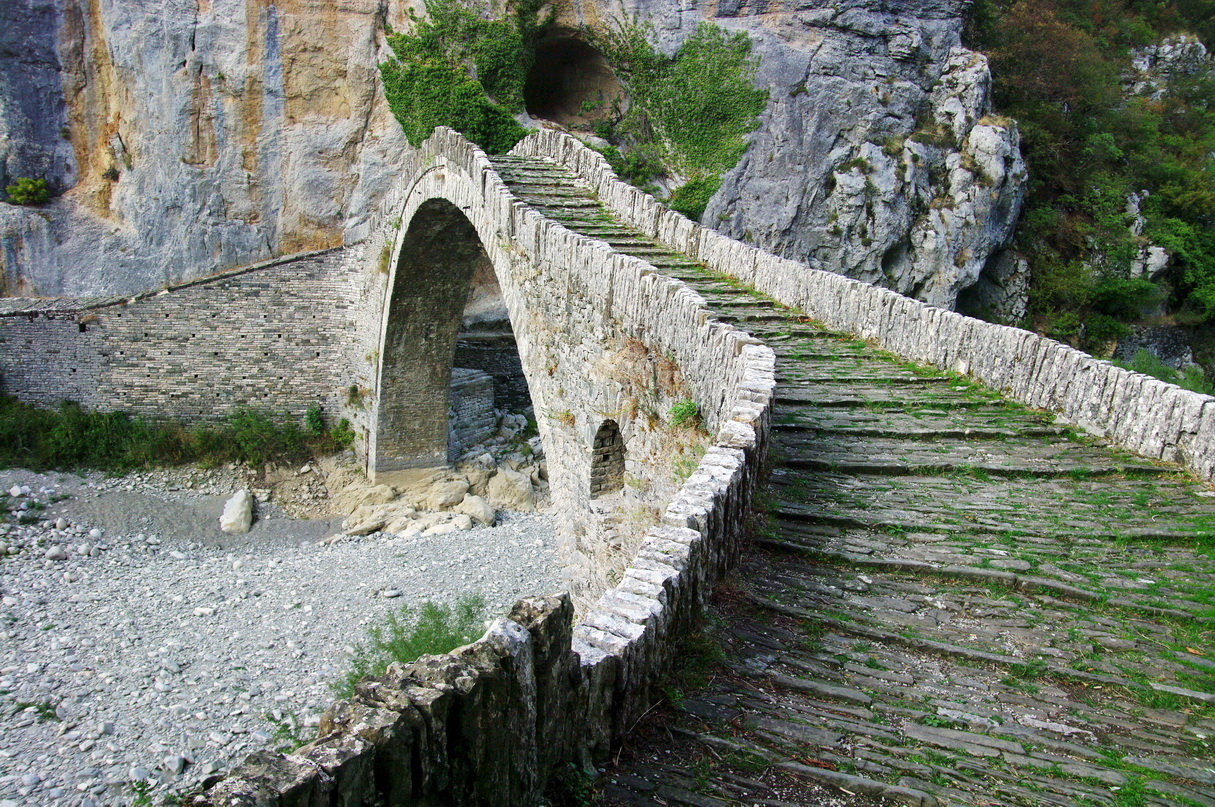
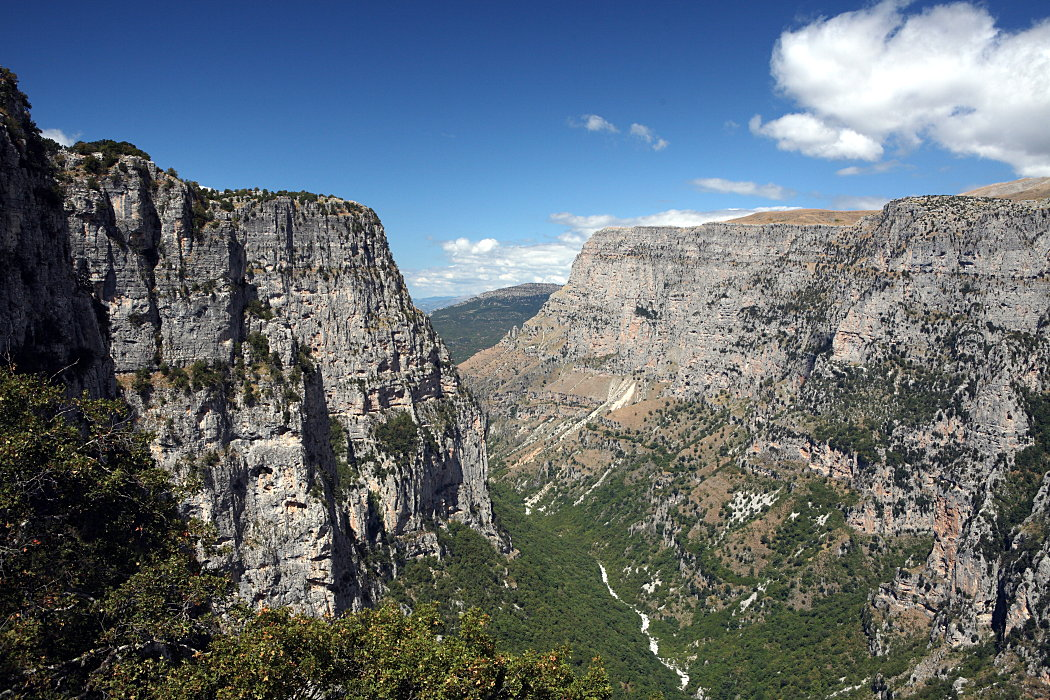
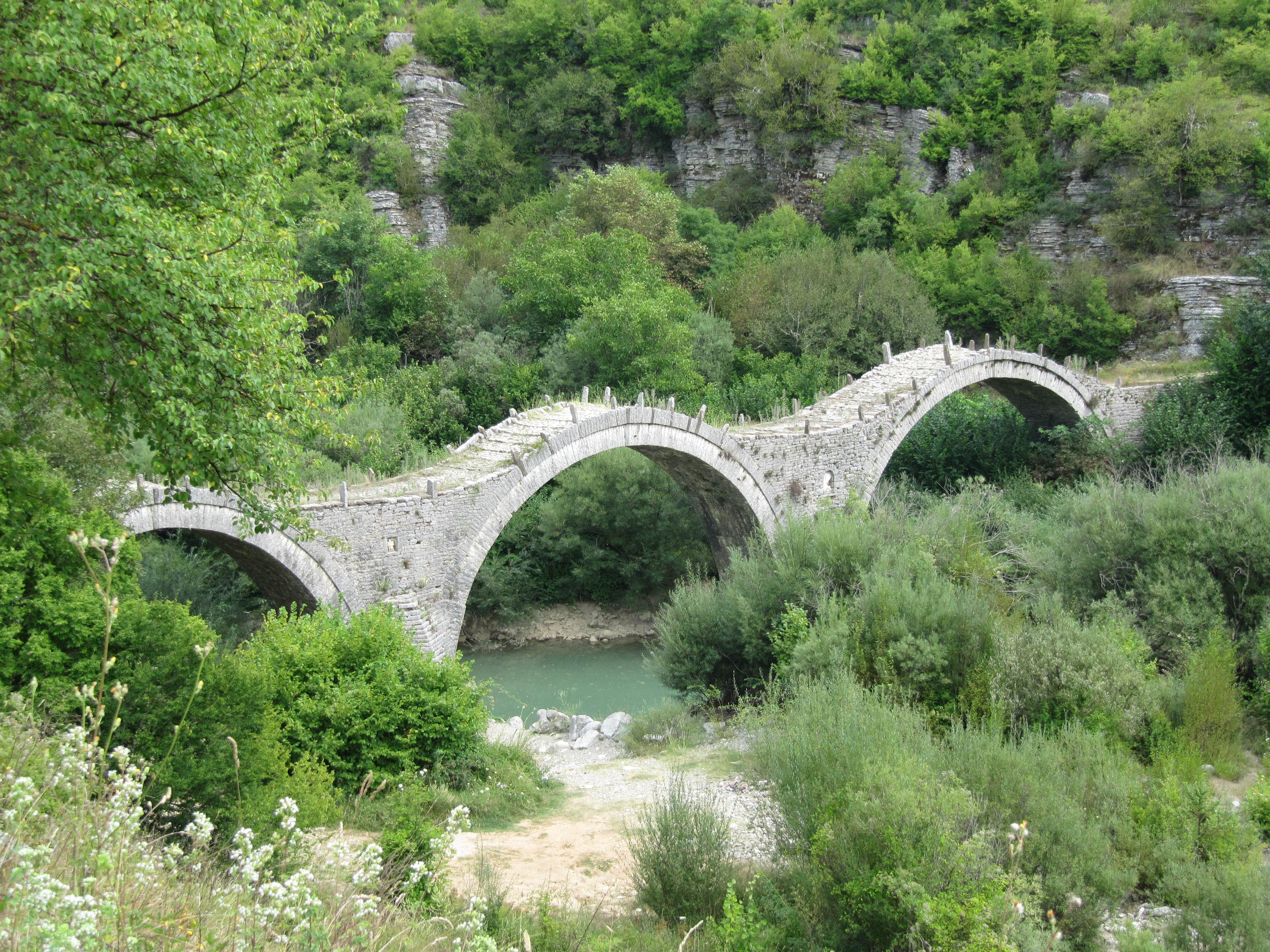
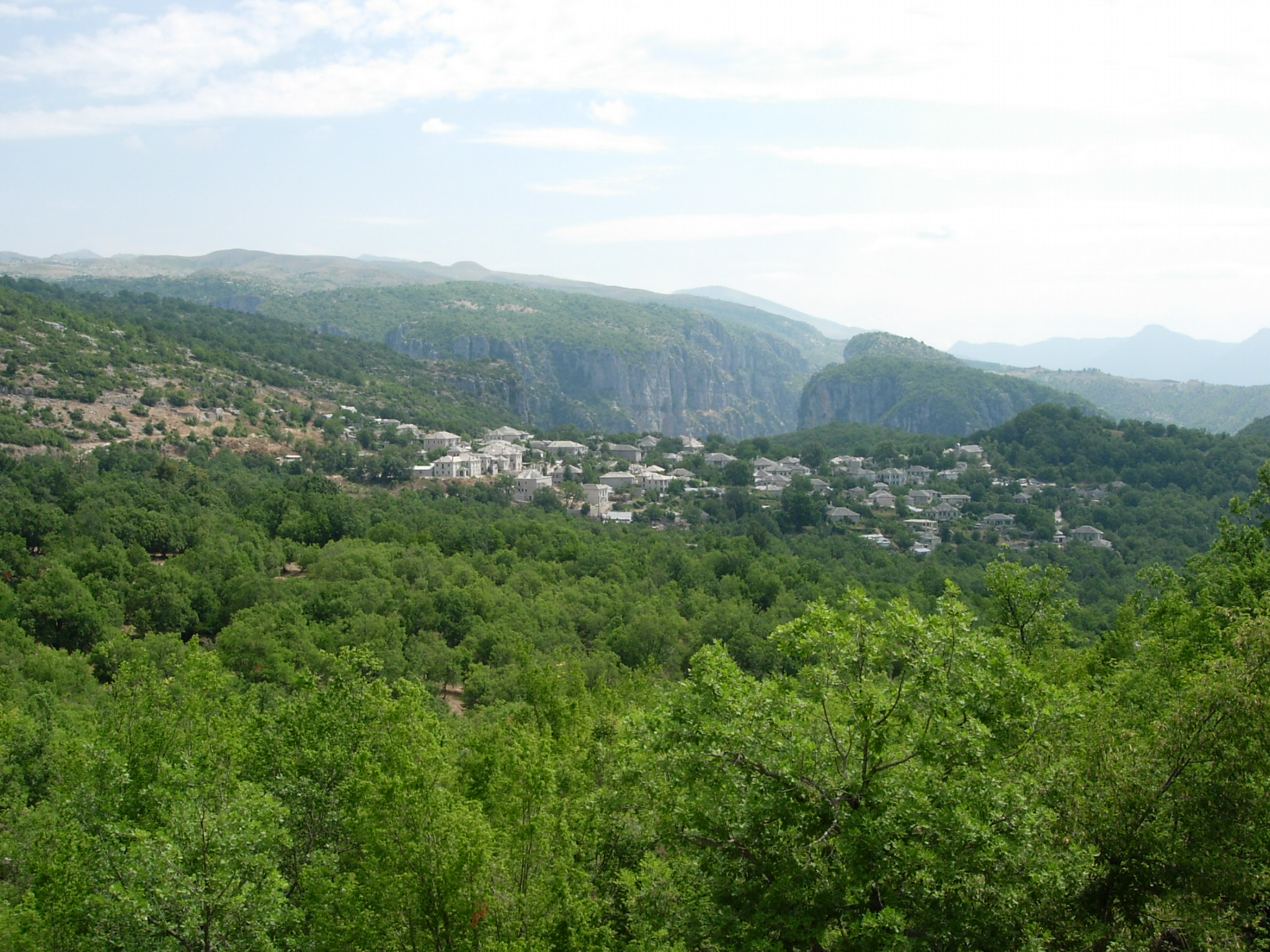
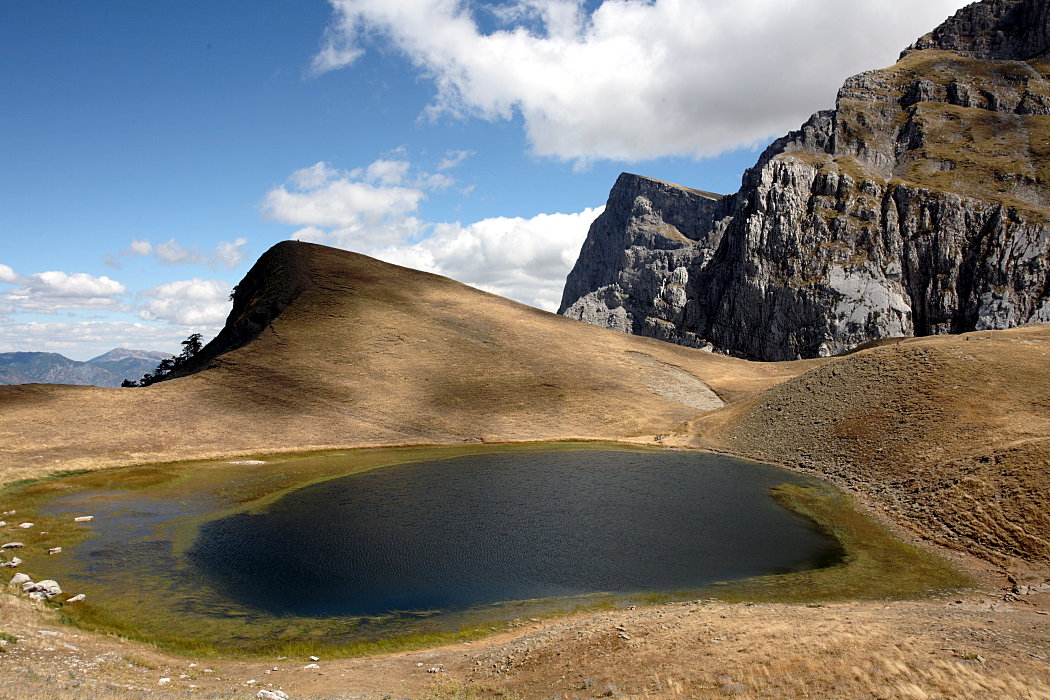

## Charakteristika
Území se vyznačuje zalesněnými horami a hlubokými soutěskami a je ohraničena pohořím Tymfi na severu a západě a Mitsikeli a Lakmos na jihu. Velkou část území zabírají národní parky Vikos-Aoos a Pindos. K jednotlivým vesnicím vedou úzké, klikaté, často dlážděné cesty, přes potoky a řeky vede mnoho kamenných mostů. Po většinu zimy je země pokrytá sněhem a vesnice jsou těžko dostupné. S hustotou zalidnění 4 obyvatelé/km² je oblast velmi řídce osídlena. Region je bohatý na potoky a řeky, z nichž některé přivádějí vodu pouze sezónně. Do skály vysekaly mnoho velkolepých kaňonů. Nejznámější jsou Vikos, Aoos, Voidomatis a Zagoritikos. Na svazích stojí několik klášterů, jako je klášter Panagias Spiliotissas (Μονή Παναγίας Σπηλιώτισσας) a klášter Agias Paraskevis (ΜοναιήςςΠονή Παναγίας Σπηλιώτισσας).